# Рамазанова, Кристина Владимировна
Кристи́на Влади́мировна Рамаза́нова (до замужества Демья́нова; род. 19 января 1981 года; Избербаш, Дагестанская АССР) — дагестанская и российская певица, наиболее известная под псевдонимом Кристина. Заслуженная артистка Дагестана (2012). Народная артистка Дагестана (2017). Поёт на русском, аварском, лезгинском, кумыкском и других языках.

## Биография и карьера
Кристина родилась 19 января 1981 года в городе Избербаш в русской семье. Окончила Дагестанский государственный университет по профилю «культура и актёрское мастерство» в 2004 году.
В том же году выпустила несколько синглов. В 2005 году состоялся первый сольный концерт. В 2006 году вышел её первый альбом «Самая счастливая».
В 2007 году получила премию «Седьмое небо» в номинации «Лучший женский вокал».
В 2017 году стала лауреатом премии «Серебряный кувшин» в номинации «Признанный артист Кавказа». Министерством культуры Чеченской республики певица была награждена дипломом за «Вклад в развитие межкультурных связей». Удостоена звания «Народный артист Дагестана» указом № 57 от 24 марта 2017 года. Отмечено, что Кристина удостоена звания Народного артиста республики Дагестан за сохранение традиций и за репертуар включающий в себя песни на языках народов республики.
В апреле 2018 года приняла участие в концерте «Звезды Востока». В августе при поддержке радиостанции Восток FM был выпущен альбом певицы «Украла твоё сердце».
Рамазанова является солисткой «Дагестанской государственной филармонии им. Т. Мурадова».
Кроме музыки, Кристина занимается благотворительностью, открыла шоурум дизайнерской одежды.
В марте 2020 года с красным дипломом окончила РАНХиГС.

## Личная жизнь
30 апреля 2008 года Кристина вышла замуж за избербашского бизнесмена.
Разведена, есть сын 2009 года рождения.

## Критика
Гуру Кен, музыкальный критик информационного портала NEWSmuz, в рецензии на альбом певицы «Твоё сердце» сравнивает Кристину с такими певицами, как Далида, Шер, Билык и другие. Выделяет «тембрально завораживающий вокал», а также то, что «Кристина выпускает поп-бэнгеры с изрядной щепоткой грусти, которая не позволяет её спутать ни с кем другим».
Рецензент в обзоре на альбом отмечает классичность, сдержанность композиций, которые посвящены любви. Темперамент восточной певицы помогает «противостоять мощной турецкой машине поп-хитов», Гуру Кен называет Кристину «повелительницей сердец и молний». Среди синглов обозреватель выделяет композиции, показывающие универсальность артистки: «Люби меня» со «страстной латиноамериканской энергетикой»; «Море волнуется», посвящённое маме, «пуляет гитарной феерией»; а сингл «Белый цветок» был назван «турецким дэнсом». По мнению критика, альбом «Твоё сердце» подходит именно «локальным слушателям», но из-за отсутствия «масштабности» он не сможет «взорвать российские чарты».

## Дискография

### Альбомы
- 2006: Самая счастливая
- 2006: Чал Чал (частично на аварском и даргинском)
- 2010: Любимый
- 2013: Майами
- 2015: Самый нежный
- 2016: Самая счастливая delux edit
- 2016: Самый нежный (альбом ремиксов и дуэтов)
- 2017: Мой край (на языках народов Дагестана)
- 2017: Весенний
- 2017: Глаза Востока
- 2018: Украла твоё сердце
- 2020: Твоё сердце

### EP
- 2018: Тают облака
- 2019: Белый цветок
- 2022: Танцпол

### Синглы
- 2004: Бесструнная гитара
- 2007: Незнакомка (совместно с Асланом Гусейновым)
- 2015: Душа Востока (совместно с Асланом Гусейновым)
- 2015: Самая счастливая — на аварском языке
- 2016: Кумык Той, Джансари — на кумыкском языке
- 2016: Вернись — на даргинском языке
- 2017: Подари мне любовь (совместно с Магомедом Алекперовым) — на лезгинском языке
- 2017: Мужчина на миллион
- 2017: Не говори люблю
- 2017: Посмотри
- 2017: Не грущу
- 2017: Памяти Гамидова (песня, посвященная памяти Гамида Гамидова)
- 2017: На автопилоте
- 2019: Рамзан (песня посвящена Кадырову Рамзану)
- 2019: Западные ветра
- 2019: Без тебя
- 2019: Бала
- 2019: Думаю о тебе
- 2020: Люби меня
- 2020: Море волнуется
- 2020: Баригяль
- 2020: Чёрные глаза
- 2020: Habibi Ya
- 2020: Горская
- 2021: Когда-нибудь (автор песни Дарья Кузнецова)[20]
- 2021: Дарил
- 2021: Выбрала сама
- 2021: Поцелуй
- 2021: Кавказ
- 2021: Тебе
- 2021: Красные розы
- 2021: Танцую для тебя
- 2022: Скажи мне да
- 2022: Титаник
- 2022: Танцпол
- 2022: Таю
- 2023: Любовь
- 2023: Перизада
- 2023: Мой бубен (на стихи Р. Гамзатова)
- 2023: Да это любовь
- 2023: Девочка
- 2023: Мухаммад
- 2023: Зеркала души
- 2023: Днём и ночью
- 2023: Берегите друзей (на стихи Р. Гамзатова)
- 2023: Забудь
- 2023: Нет, не надо

## Награды
- Народная артистка Дагестана (2017)[3].
- Заслуженная артистка Дагестана (5 марта 2012 года) — за заслуги в области искусства и высокое исполнительское мастерство[2].
- Благодарность Президента Российской Федерации (29 мая 2025 года) — за  заслуги в области культуры и искусства, многолетнюю плодотворную деятельность[21]